# Tribus unies de Nouvelle-Zélande
1835–1840
Entités précédentes :
- Tribus indépendantes

Entités suivantes :
- Colonie de Nouvelle-Zélande

Les Tribus unies de Nouvelle-Zélande (en maori, te Wakaminenga o nga Hapu o Nu Tirene ; en anglais, the United Tribes of New Zealand) sont un État souverain éphémère et essentiellement théorique, recouvrant une partie de la Nouvelle-Zélande entre 1835 et 1840. Bien que brève, son existence est une étape importante dans le processus qui aboutit à la colonisation de l'archipel par l'Empire britannique, ainsi que dans le processus d'unification politique des Maoris.

## Origines
Les premiers habitants de la Nouvelle-Zélande sont des migrants polynésiens, établis vers le XIIIe siècle. Ils se répartissent sur le territoire, formant différentes tribus (iwi) et « sous-tribus » (hapu). Il n'existe pas de gouvernement national unifié des Maoris lorsque les premiers migrants européens (commerçants, missionnaires, marins de passage, bagnards en fuite depuis l'Australie…) s'installent parmi eux au début du XIXe siècle. Certains des colons et certains des Maoris à la fois s'inquiètent du désordre apporté par ces migrants pakeha (blancs) ; en 1831, treize chefs maoris de l'île du Nord rédigent, avec l'aide d'un missionnaire, une lettre envoyée au monarque du Royaume-Uni, Guillaume IV. Ils lui demandent sa « protection ». Le gouvernement britannique, inquiété par la visite d'un navire français en Nouvelle-Zélande en 1830, et soupçonnant la France de vouloir annexer l'archipel, dépêche en Nouvelle-Zélande un représentant, James Busby, avec le titre de Représentant britannique.

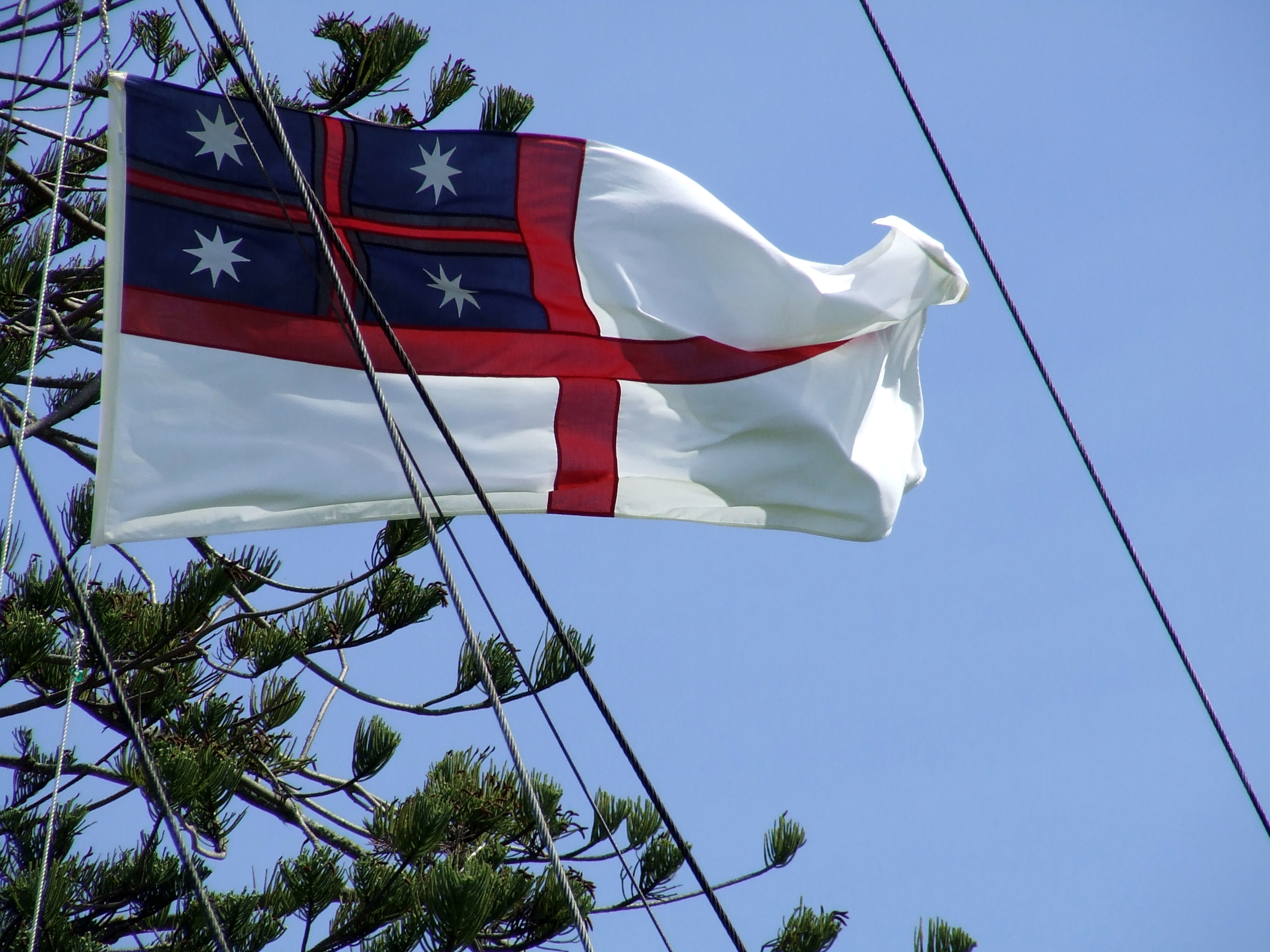
Le drapeau des Tribus unies flotte toujours sur Waitangi, en commémoration.

Busby, arrivé en 1833, cherche à favoriser la coopération, voire l'unification des tribus maoris. La première proposition qu'il leur soumet est d'adopter un drapeau national. Il s'agit là d'une mesure pragmatique ; des chefs maoris se sont lancés dans le commerce maritime international, et leurs navires ne possèdent pas de pavillon, ce qui est contraire aux normes internationales. En 1830, un navire néo-zélandais avait ainsi été saisi dans le port de Sydney pour n'avoir arboré aucun drapeau indiquant sa provenance. De plus, en 1834, les craintes du gouvernement britannique de voir la France se saisir de la Nouvelle-Zélande, et posséder ainsi une colonie relativement proche de l'Australie britannique une vingtaine d'années tout juste après la fin des guerres napoléoniennes, est renforcée. Londres craint également que les États-Unis d'Amérique ne s'intéressent à l'archipel, où commencent à se développer des intérêts commerciaux américains. Le 20 mars 1834, à l'initiative de James Busby, les chefs de plusieurs iwi de l'île du Nord s'assemblent à Waitangi et adoptent un drapeau commun, utilisé dès lors par les navires néo-zélandais. Le drapeau, proposé par le missionnaire Henry Williams et approuvé par les chefs, est basé sur la croix de Saint-Georges anglaise.
Le 28 octobre 1835, à l'issue d'une nouvelle assemblée à Waitangi en présence de James Busby, trente-quatre chefs de l'île du Nord proclament ensemble une Déclaration d'indépendance qui fonde les Tribus unies de Nouvelle-Zélande en tant que confédération souveraine. Au cours des quatre années suivantes, la Déclaration est signée par dix-huit autres chefs, qui intègrent leurs tribus respectives à la confédération. Parmi eux, Potatau Te Wherowhero, future figure emblématique du mouvement pan-tribal maori.

## Forme de l'État
La Déclaration d'Indépendance de la Nouvelle-Zélande (en maori, He wakaputanga o te Rangatiratanga o Nu Tirene), rédigée en maori, est le document fondateur du nouvel État, et en définit les principes et les structures. La Déclaration dispose que l'« autorité souveraine » (concept exprimé par le néologisme kingitanga) et l'« autorité sur le territoire » (mana i te wenua) reposent collectivement dans les chefs des tribus confédérées. Elle prévoit la mise en place d'un congrès ou parlement annuel (huihuinga), constitué des chefs des tribus membres, et habilité à légiférer en matière de justice, de maintien de la paix et de l'ordre, et de régulation du commerce. Signé uniquement par des chefs de l'île du Nord, le document enjoint les chefs de l'île du Sud (moins nombreux) à les rejoindre. En réalité, toutefois, le parlement ne se réunira jamais, et il n'y aura donc pas d'institutions confédérales, supra-tribales. Chaque tribu et chaque chef conserve de facto son entière indépendance et son autorité sur ses territoires.

## Reconnaissance internationale
À cette époque, des processus d'unification de peuples et de nations se généralisent à travers le monde : l'unification du Népal en 1768, la Confédération des États-Unis d’Amérique, déclarée en 1776, puis l'unification de l'Italie commencée en 1820, celle du Mexique en 1824, avant celle des Tribus de Nouvelle-Zélande, suivie par celle de l'Allemagne (1871), ou de la Bulgarie 1885).
Les Tribus unies sont formellement reconnues par le Royaume-Uni comme une entité souveraine en 1836. La France se contente de prendre note de cette reconnaissance britannique du nouvel État. Aux États-Unis, le Comité sénatorial aux relations étrangères prend note également de la Déclaration d'indépendance des tribus confédérées.

## Suites
Le 6 février 1840, une quarantaine de chefs, assemblés à nouveau à Waitangi par James Busby et par un nouveau délégué britannique, William Hobson, signent le Traité de Waitangi, qui confère au Royaume-Uni la pleine autorité (et, du moins dans version anglaise du texte, la souveraineté) sur leurs territoires. L'article premier du Traité indique que ses signataires incluent « les Chefs de la Confédération des Tribus unies de Nouvelle-Zélande et [certains des] Chefs distincts et indépendants qui ne sont pas devenus membres de la Confédération ». La signature du Traité abroge implicitement les Tribus unies, en mettant fin à leur souveraineté.
Dans les années 1850, des tribus maoris réfractaires à l'autorité coloniale britannique, et notamment celles qui n'ont jamais signé le Traité de Waitangi, s'assemblent en un nouveau mouvement pan-tribal qui se veut une nation et un État : c'est le mouvement Kingitanga, qui proclame Potatau Te Wherowhero comme premier « roi des Maoris ».
La question de savoir si les chefs des Tribus unies ont consciemment renoncé à leur souveraineté en signant (pour la plupart d'entre eux) le Traité de Waitangi en 1840 demeure controversée au XXIe siècle. Le drapeau des Tribus unies demeure populaire auprès de certaines tribus de l'île du Nord. En 2015, dans le cadre d'un débat national autour d'un changement potentiel du drapeau néo-zélandais, certains proposent un retour à ce drapeau, considéré comme le premier drapeau national de la Nouvelle-Zélande,.